# Henryk I Dziecię
Henryk I Dziecię (ur. 24 czerwca 1244, zm. 21 grudnia 1308 w Marburgu) – pierwszy landgraf Hesji i założyciel dynastii heskiej.

## Życiorys
Henryk był synem księcia Brabancji Henryka II oraz jego drugiej żony Zofii, córki landgrafa Turyngii z dynastii Ludowingów Ludwika IV Świętego. Choć miał starsze rodzeństwo pochodzące z pierwszego małżeństwa ojca (m.in. dziedzica ojca, późniejszego księcia Brabancji Henryka III), był jedynym synem (i miał starszą siostrę Elżbietę) z małżeństwa Henryka brabanckiego z Zofią. Z tego powodu stał się – mimo iż był wówczas kilkuletnim dzieckiem – jednym z pretendentów do dziedzictwa po Ludowingach, gdy w 1247 zmarł bezpotomnie ostatni przedstawiciel tej dynastii, brat jego dziada Henryk Raspe. Starania o przejęcie przez Henryka tronu w Turyngii podjęła jego matka Zofia, a jej głównymi konkurentami byli margrabia Miśni i Łużyc Henryk Dostojny, książę Anhalt-Zerbst Zygfryd I oraz hrabia Hennebergu Herman – wszyscy trzej byli synami sióstr Henryka Raspe. 
Już w 1247 Zofia doprowadziła do ogłoszenia Henryka landgrafem w części dóbr Ludowingów, ale wojna o sukcesję po nich trwała do 1264. W jej trakcie doszło do porozumienia Zofii z Henrykiem Dostojnym, których wspólnym przeciwnikiem byli arcybiskupi Moguncji, mający bardzo liczne dobra na terenach Ludowingów. W 1254 Henryk Dostojny zawarł układ z arcybiskupem, na mocy którego roszczenia arcybiskupa do dóbr we wschodniej części dziedzictwa Ludowingów zostały wykupione, zaś kwestię części zachodniej pozostawiono do czasu uzyskania pełnoletniości przez Henryka Dziecię. Zofia odmówiła akceptacji i zwróciła się przeciwko Henrykowi Dostojnemu. Po swojej stronie miała księcia Brunszwiku Albrechta I, który był mężem jej córki Elżbiety (później siostra Albrechta, Adelajda, poślubiła samego Henryka). Zofia osiągnęła sukces po ciężkich walkach, mimo działań arcybiskupa Wernera (w 1261 ekskomunikował Zofię i Henryka). W 1263 zawarto układ, na mocy którego arcybiskup Werner z Eppsteinu uznał władzę Henryka w zachodniej części dziedzictwa Ludowingów. Co prawda kilka tygodni później do niewoli trafił Albrecht brunszwicki, ale rok później ostatecznie zakończyła się wojna, a dziedzictwo Ludowingów zostało podzielone – zachodnia część państwa Ludowingów miała być państwem Henryka Dziecięcia, zaś wschodnia część (właściwa Turyngia oraz palatynat saski) przypadły Henrykowi Dostojnemu i jego synom. 
Samodzielne rządy Henryk objął w 1265, przyjmując tytuł landgrafa Hesji. W latach 70. XIII wieku Henryk toczył ponownie spór z Wernerem z Eppsteinu. W 1273 arcybiskup ekskomunikował go, a rok później Henryk został skazany przez króla niemieckiego Rudolfa I Habsburga na banicję (ponieważ nie stawił się przed sądem królewskim). Aby zmazać ten wyrok, Henryk wsparł Rudolfa w jego walce przeciwko królowi Czech Przemysłowi Ottokarowi II – między innymi w 1276 pomógł mu zdobyć Wiedeń. Banicja została odwołana w 1277, a Henryk zyskał w królu sprzymierzeńca przeciwko arcybiskupowi. Ten uległ jednak dopiero pokonany zbrojnie, a ostateczne rozwiązanie sporu nastąpiło dopiero za czasów następców Wernera. Henryk angażował się także w sprawy brabanckie – po śmierci swego brata Henryka III zgłaszał pretensje do opieki nad jego małoletnim synem Henrykiem IV, w czasie wojny o sukcesję limburską w latach 80. XIII wieku wspierał swego bratanka Jana I Zwycięskiego, a w 1297 zgłaszał roszczenia do swojej władzy w tym księstwie (całe życie używał tytułu księcia Brabancji i Dolnej Lotaryngii). W 1292 nowy król niemiecki Adolf z Nassau oficjalnie uznał tytuł księcia Rzeszy Henryka, co znacznie umocniło jego pozycję. 
Ostatni okres panowania Henryka stał pod znakiem ostrego sporu rodzinnego o przyszłą sukcesję po Henryku – między synami z pierwszego i drugiego jego małżeństwa. Pod wpływem drugiej żony, Mechtyldy, Henryk zamierzał podzielić księstwo między najstarszych synów z obu małżeństw, dwóch młodszych synów z tych małżeństw przeznaczając do stanu duchownego. Sprzeciwił się temu młodszy syn z pierwszego małżeństwa, Otto, który wbrew woli ojca poślubił Adelajdę z Ravensbergu. W 1296 król Adolf zatwierdził podział, zgodnie z którym najstarszy syn z pierwszego małżeństwa miał otrzymać Górną Hesję, a Jan, najstarszy syn z drugiego małżeństwa – Dolną Hesję. Otto mógł otrzymać jedynie udział w Górnej Hesji. Otto z pomocą hrabiego Ziegenhain otwarcie sprzeciwił się, ale został pokonany przez wezwanego na pomoc króla Adolfa i został zmuszony do opuszczenia Hesji. W 1298 zmarł starszy brat Ottona, Henryk, i jego udział miał przypaść Ottonowi. Wrogość między Ottonem a jego ojcem spowodowała jednak, że ten pierwszy pozostawał na wygnaniu. Wrócił w 1302, wspierany przez króla niemieckiego Albrechta I Habsburga. Dziedzictwo Henryka zostało podzielone ostatecznie między dwóch synów: Ottona z pierwszego małżeństwa, który dostał Górną Hesję oraz Jana z drugiego małżeństwa, który otrzymał Dolną Hesję. Już w 1311, po bezpotomnej śmierci Jana, obie części zostały na powrót zjednoczone przez Ottona.
Henryk był zręcznym dyplomatą, dzięki czemu znacznie poszerzył i skonsolidował terytorium zagwarantowane mu układem z 1263. Prowadził także działalność budowlaną, zwłaszcza w swoich siedzibach – Marburgu i Kassel.

## Rodzina
Henryk był dwukrotnie żonaty i z obu związków miał liczne potomstwo. Jako pierwszą poślubił (przed 10 września 1263) Adelajdę, córkę księcia Brunszwiku i Lüneburga Ottona I Dziecięcia z dynastii Welfów. Doczekali się siedmiorga dzieci:
- Zofia (?–przed 1331), żona Ottona I, hrabiego Waldeck
- Henryk (1264–1298), współrządca ojca od 1284
- Matylda (ok. 1267–przed 1322), żona Gotfryda VI, hrabiego Ziegenhain, a następnie Filipa III, hrabiego Falkenstein-Münzenberg
- Adelajda (ok. 1268–ok. 1317), żona Bertolda VII, hrabiego Henneberg-Schleusingen
- Elżbieta (1269/74–1293), żona Jana I, hrabiego Sayn
- syn (1270–1274)
- Otto I Starszy (ok. 1272–1328), landgraf Górnej Hesji po śmierci ojca, landgraf Dolnej Hesji po śmierci brata Jana.

Po śmierci Adelajdy w 1274 (a przed 26 lutego 1276) Henryk ponownie się ożenił, tym razem z Mechtyldą, córką hrabiego Kleve Dytryka V. Z tego związku również urodziło się siedmioro dzieci:
- Elżbieta (ok. 1276–1306), żona księcia Brunszwiku Wilhelma
- Agnieszka (ok. 1277–ok. 1335), żona burgrabiego Norymbergi Jana I
- Jan (ok. 1278–1311), landgraf Dolnej Hesji po śmierci ojca
- Ludwik (ok. 1283–1357), biskup Münster od 1310
- Elżbieta (?–po 1308), żona Albrechta III., hrabiego Gorycji
- Katarzyna (?–1322), żona Ottona V, hrabiego Orlamünde-Plassenburg
- Jutta (?–1317), żona księcia Brunszwiku Ottona Łagodnego.